# إرنست دي سيلفا
إرنست دي سيلفا هو محامي سريلانكي، ولد في 26 نوفمبر 1887 في كولمبو في سريلانكا، وتوفي بنفس المكان في 9 مايو 1957.